# 河曲郡
河曲郡为過去位於日本三重縣中部的郡，已於1896年4月1日與奄藝郡合併為河藝郡。
在1879年實施郡區町村編制法時的轄區包括現在的鈴鹿市南部部分地區。

## 歷史
過去在令制國時代屬於伊勢國，江戶時代大部分區域成為神戶藩和伊勢龜山藩的領地，另有部分地區屬於紀州藩、吹上藩、津藩及其支藩久居藩的領地，其中也有兩個村為旗本領，19世紀末明治維新後，旗本領改隸屬度會縣，1871實施廢藩置縣後，其他改隸屬神戶縣、龜山縣、和歌山縣、吹上縣、津縣及久居縣，直到1872年第一次府縣整併後才全數劃入安濃津縣，三個月後安津濃縣更名為三重縣。
在1879年實施郡區町村編製法時，正式的設置了近代的行政區劃「河曲郡」，並在奄藝郡白子村（位於現在的鈴鹿市）設置「河曲奄藝郡役所」，同時管轄河曲郡和奄藝郡。

### 沿革

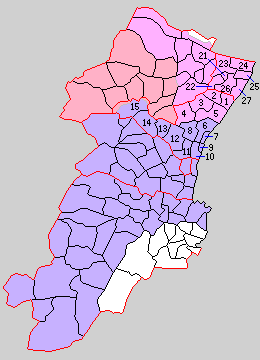
1889年河曲郡轄下的行政區劃：
21.神戶町、22.飯野村、23.川曲村、24.一之宮村、25.箕田村、26.玉垣村、27.若松村
（桃色：現屬鈴鹿市、1 - 15屬奄藝郡）

- 1889年4月1日：實施町村制，奄藝郡則下設神戶町（日语：神戸町 (三重県)）、飯野村（日语：飯野村 (三重県)）、川曲村（日语：河曲村）、一之宮村（日语：一ノ宮村 (三重県)）、箕田村（日语：箕田村 (三重県)）、玉垣村（日语：玉垣村）、若松村（日语：若松村 (三重県)）。（1町6村）
- 1891年6月12日：川曲村改名為河曲村（日语：河曲村）。
- 1896年4月1日：實施郡制（日语：郡制），河曲郡和奄藝郡合併為河藝郡。[2]